# Marius Charizopulos
Márius Charizopulos (Nitra, 9 novembre 1990) è un calciatore slovacco, centrocampista del Parndorf.